# Marina Alessandra Calegari
Marina Calegari (Lecco, 10 febbraio 1966) è una sciatrice nautica italiana.
Nel 1996 si è aggiudicata la medaglia di bronzo ai campionati europei. Ha inoltre conquistato due titoli nazionali nei due anni precedenti.
Nel 1997 ha vinto campionati europei
Ha vinto per 4 volte il Giro del Lario 
Nel 1998 ha vinto la Diamond Race, gara classica in Belgio del circuito mondiale
Nel 1997 ha vinto a Sidney là Bridge to Bridge, gara classica el circuito mondiale. 
Campionessa italiana per 5 volte 
```
Ha disputato 4 Campionati mondiali ottenendo una sesta ed ottava posizione.
```